# Городовой, Алексей Владимирович
Алексе́й Влади́мирович Городово́й (род. 10 августа 1993, Ставрополь) — российский футболист, вратарь норвежского клуба «Конгсвингер».

## Биография
Воспитанник ставропольского «Динамо». В 2010 году играл за академию «Ростова». В начале 2011 года вернулся в ставропольское «Динамо». Дебютировал на профессиональном уровне 18 апреля 2012 года в игре второго дивизиона России против клуба «Биолог-Новокубанск».
В 2012 году перешел в ФК «Сахалин». Дебютировал 17 октября в матче против «Динамо» Барнаул (3:0), отбил пенальти на 21-й минуте. Летом 2013 года покинул клуб свободным агентом и присоединился к ФК «Якутия». После небольшого просмотра подписал контракт с основной командой. Дебютировал в матче против «Сибири-2» (2:0). Провёл 12 матчей в сезоне 2013/14, но чаще оставался на скамейке запасных.
Снова в статусе свободного агента перешел в стан «Спартака-Нальчик». Первый матч провёл против «Анжи-2» (3:0). Сыграв 22 матча за сезон, решил не продлевать контракт. После непродления уехал тренироваться в Норвегию, в клуб второго по значимости дивизиона «Конгсвингер», где уже выступал Кирилл Суслов. 9 января 2017 года клуб заявил о подписании контракта на два года. Дебют состоялся 19 января в матче против команды «Лиллестрём» (1:2). В июле того же года Городовой получил травму головы и пропустил некоторое время. Ему на подмену был быстро куплен другой голкипер — Арнольд Ориги. 1 февраля 2019 года «Конгсвингер» заявил о том, что у Городового есть договоренность с казанским «Рубином».
31 января 2019 года казанский клуб официально объявил о подписании контракта с 25-летним голкипером. Городовой отправился вместе с командой на зимний сбор в Белеке. За день до окончания сборов клуб оповестил о том, что игрока арендовал «Зенит-2» до конца сезона 2018/19. В «Зенит-2» игрока посоветовал Вячеслав Малафеев. Городовой дебютировал 3 марта 2019 года в матче против «Шинника» (1:0). Всего за сезон он провел 7 матчей, в которых пропустил 9 мячей и 2 раза отстоял на ноль. В конце сезона клуб не стал продлевать аренду.
В зимнее трансферное окно 2020 года Городовой был арендован ФК «Велес» до конца сезона 2020/21. Дебютировал 7 ноября 2020 в матче против команды «Нефтехимик» (3:1).
В последний день зимнего трансферного окна «СКА-Хабаровск» объявил о подписании арендного соглашения с Алексеем Городовым. Он провел до конца сезона ФНЛ 14 матчей и пропустил 18 мячей, оставив ворота сухими 6 раз. В апреле по итогам голосования болельщиков был признан лучшим футболистом месяца в ФНЛ. В конце сезона был признан вратарем сезона в ФНЛ, набрав 22,5 % голосов болельщиков.
Воронежский «Факел» объявил о подписании контракта с Городовым на правах свободного агента в январе 2022 года. В сезоне 2021/22 стал серебряным призёром ФНЛ. 
17 июля 2022 года сыграл свой дебютный матч в премьер-лиге России — против «Краснодара» (2:2).
В июле 2023 года на правах свободного агента перешёл в московскую «Родину». 23 июля в матче против «Черноморца» он дебютировал в составе нового клуба.
В марте 2025 года подписал второй в карьере контракт с «Конгсвингером».

### Семья
- Городовой, Сергей Владимирович — старший брат, футбольный судья.
- Городовой, Александр Владимирович — младший брат, футбольный судья.

## Статистика выступлений
| Выступление         | Выступление      | Выступление      | Лига | Лига | Кубки | Кубки | Стыковые матчи | Стыковые матчи | Итого | Итого |
| Клуб                | Лига             | Сезон            | Игры | Голы | Игры  | Голы  | Игры           | Голы           | Игры  | Голы  |
| ------------------- | ---------------- | ---------------- | ---- | ---- | ----- | ----- | -------------- | -------------- | ----- | ----- |
| Динамо (Ставрополь) | Второй дивизион  | 2011/12          | 5    | −8   | 0     | 0     | —              | —              | 5     | -8    |
| Динамо (Ставрополь) | Итого            | Итого            | 6    | −8   | 0     | 0     | —              | —              | 6     | -8    |
| Сахалин             | Второй дивизион  | 2012/13          | 1    | 0    | 0     | 0     | —              | —              | 1     | 0     |
| Сахалин             | Итого            | Итого            | 1    | 0    | 0     | 0     | —              | —              | 1     | 0     |
| Якутия              | ПФЛ              | 2013/14          | 12   | −10  | 0     | 0     | —              | —              | 12    | -10   |
| Якутия              | Итого            | Итого            | 12   | −10  | 0     | 0     | —              | —              | 12    | -10   |
| Спартак-Нальчик     | ПФЛ              | 2014/15          | 22   | −17  | 1     | −2    | —              | —              | 23    | -19   |
| Спартак-Нальчик     | Итого            | Итого            | 22   | −17  | 1     | −2    | —              | —              | 23    | -19   |
| Конгсвингер         | Первый дивизион  | 2017             | 20   | −33  | 2     | −4    | —              | —              | 22    | -37   |
| Конгсвингер         | Первый дивизион  | 2018             | 7    | −9   | 0     | 0     | —              | —              | 7     | -9    |
| Конгсвингер         | Итого            | Итого            | 27   | −42  | 2     | −4    | —              | —              | 29    | -46   |
| → Зенит-2           | ФНЛ              | 2018/19          | 7    | −9   | —     | —     | —              | —              | 7     | -9    |
| → Зенит-2           | Итого            | Итого            | 7    | −9   | —     | —     | —              | —              | 7     | -9    |
| → Велес             | ФНЛ              | 2020/21          | 16   | −22  | 1     | −3    | —              | —              | 17    | -25   |
| → Велес             | Итого            | Итого            | 16   | −22  | 1     | −3    | —              | —              | 17    | -25   |
| → СКА-Хабаровск     | ФНЛ              | 2020/21          | 14   | −13  | 0     | 0     | —              | —              | 14    | -13   |
| → СКА-Хабаровск     | Итого            | Итого            | 14   | −13  | 0     | 0     | —              | —              | 14    | -13   |
| Факел               | Первый дивизион  | 2021/22          | 13   | −10  | 0     | 0     | —              | —              | 13    | -10   |
| Факел               | РПЛ              | 2022/23          | 6    | −13  | 5     | −10   | 0              | 0              | 11    | -23   |
| Факел               | Итого            | Итого            | 19   | −23  | 5     | −10   | 0              | 0              | 24    | -33   |
| Родина              | Первая лига      | 2023/24          | 9    | −13  | 1     | −1    | —              | —              | 10    | -14   |
| Родина              | Итого            | Итого            | 9    | −13  | 1     | −1    | —              | —              | 10    | -14   |
| Конгсвингер         | Первый дивизион  | 2025             | 19   | −31  | 3     | −6    | —              | —              | 22    | -37   |
| Конгсвингер         | Итого            | Итого            | 19   | −31  | 3     | −6    | —              | —              | 22    | -37   |
| Всего за карьеру    | Всего за карьеру | Всего за карьеру | 152  | −187 | 13    | −26   | 0              | 0              | 165   | -213  |

## Достижения
«Сахалин»
- Бронзовый призёр Второго дивизиона (зона «Восток»): 2012/13

«Спартак-Нальчик»
- Победитель ПФЛ (зона «Юг»): 2015/16
- Итого : 1 трофей

«Факел»
- Серебряный призёр Первого дивизиона: 2021/22
- Итого : 1 трофей